# Уравнение Дрейка

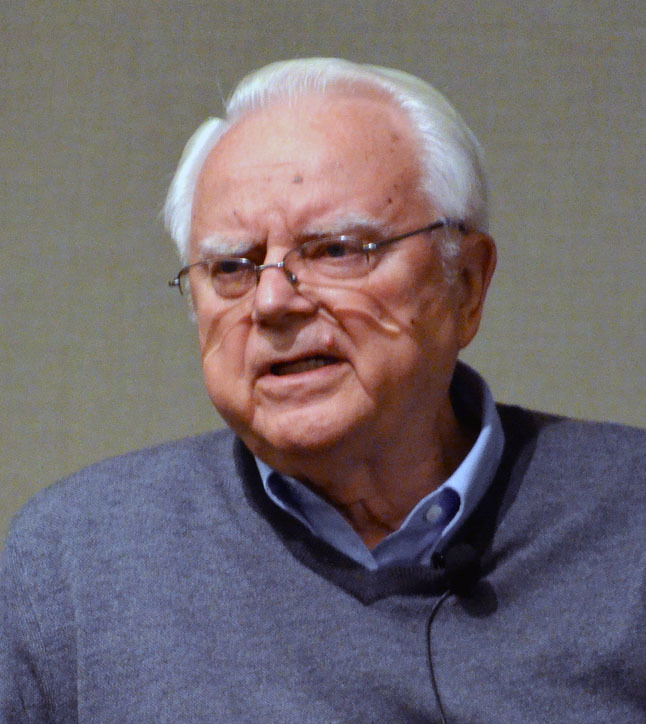
Фрэнк Дрейк

Уравнение Дрейка, или формула Дрейка, — формула, предназначенная для определения числа внеземных цивилизаций в Галактике, с которыми у человечества есть шанс вступить в контакт. Сформулирована доктором Фрэнком Дональдом Дрейком (профессором астрономии и астрофизики калифорнийского университета Санта-Крус) в 1960 году:
{\displaystyle N=R\cdot f_{p}\cdot n_{e}\cdot f_{l}\cdot f_{i}\cdot f_{c}\cdot L,}
где:
{\displaystyle N} — количество разумных цивилизаций, готовых вступить в контакт;
{\displaystyle R} — количество звёзд, образующихся в год в нашей галактике;
{\displaystyle f_{p}} — доля солнцеподобных звёзд, обладающих планетами;
{\displaystyle n_{e}} — среднее количество планет (и спутников) с подходящими условиями для зарождения цивилизации на звезду, обладающую планетами;
{\displaystyle f_{l}} — вероятность зарождения жизни на планете с подходящими условиями;
{\displaystyle f_{i}} — вероятность возникновения разумных форм жизни на планете, на которой есть жизнь;
{\displaystyle f_{c}} — отношение количества планет, разумные жители которых способны к контакту и ищут его, к количеству планет, на которых есть разумная жизнь;
{\displaystyle L} — время, в течение которого разумная жизнь существует, может вступить в контакт и хочет этого.
Альтернативная формула выглядит так (при упрощении эквивалентна предыдущей):
{\displaystyle N=N^{*}\cdot f_{p}\cdot n_{e}\cdot f_{\ell }\cdot f_{i}\cdot f_{c}\cdot L/T_{g},}
где:
{\displaystyle N^{*}} — количество звёзд в нашей галактике;
{\displaystyle T_{g}} — время жизни нашей галактики.
Деление {\displaystyle L} на {\displaystyle T_{g}} показывает именно то, что цивилизация-контактёр должна существовать одновременно с нашей.
Уравнение Дрейка послужило основанием для выделения миллионов долларов на программу поиска внеземных цивилизаций несмотря на то, что при современном уровне развития науки можно более-менее точно определить только два коэффициента: {\displaystyle R} и, менее точно, {\displaystyle f_{p}}, а последние, очевидно, нельзя определить вообще, без накопления сведений о других цивилизациях.

## История
Дрейк сформулировал уравнение в 1960 году во время подготовки к телеконференции в Грин-Бэнк), Западная Виргиния. Эта конференция обозначила программу SETI как научное исследование. На конференции собрались ведущие астрономы, физики, биологи, социологи и промышленники, чтобы обсудить возможность обнаружения разумной жизни на других планетах.
Уравнение также часто называют уравнением Green Bank, так как именно здесь оно было впервые озвучено. Когда Дрейк выступал с этой формулой, он не предполагал, что она послужит аргументом сторонников SETI, обеспечившим им финансирование на десятилетия вперёд. Он предполагал с помощью такой формулировки отойти от чересчур широкого вопроса разумной жизни и сосредоточиться на отдельных аспектах проблемы, при этом переходя от хаотичного обсуждения к организованным дискуссиям по конкретным вопросам. Карл Саган, известный сторонник SETI, так часто использовал и цитировал это уравнение, что его стали называть «уравнением Сагана».
Уравнение Дрейка тесно связано с парадоксом Ферми. Уравнение Дрейка позволяло оценить число разумных цивилизаций весьма высоко, при отсутствии строгих свидетельств их существования. В сочетании с парадоксом Ферми это позволяло предположить, что высокоразвитые цивилизации, вероятно, уничтожают себя сами. Этот аргумент часто используется для указания на опасность производства и накопления оружия массового поражения. Критика экспериментов на Большом адронном коллайдере, с точки зрения некоторых экзотических необщепризнанных теорий, способных привести к заранее сложнопредсказуемым результатам (появление микроскопических чёрных дыр, страпелек и т. д., способных уничтожить Землю и человечество), была основана на схожих аргументах, что доставило учёным достаточное количество проблем. Схожий аргумент — Великий фильтр, который утверждает, что отсутствие наблюдаемых цивилизаций при условии огромного количества наблюдаемых звёзд объясняется тем, что существует некий фильтр, препятствующий контактам.
Таким образом, основное значение уравнения — сведение большого вопроса о числе разумных цивилизаций к семи меньшим проблемам.

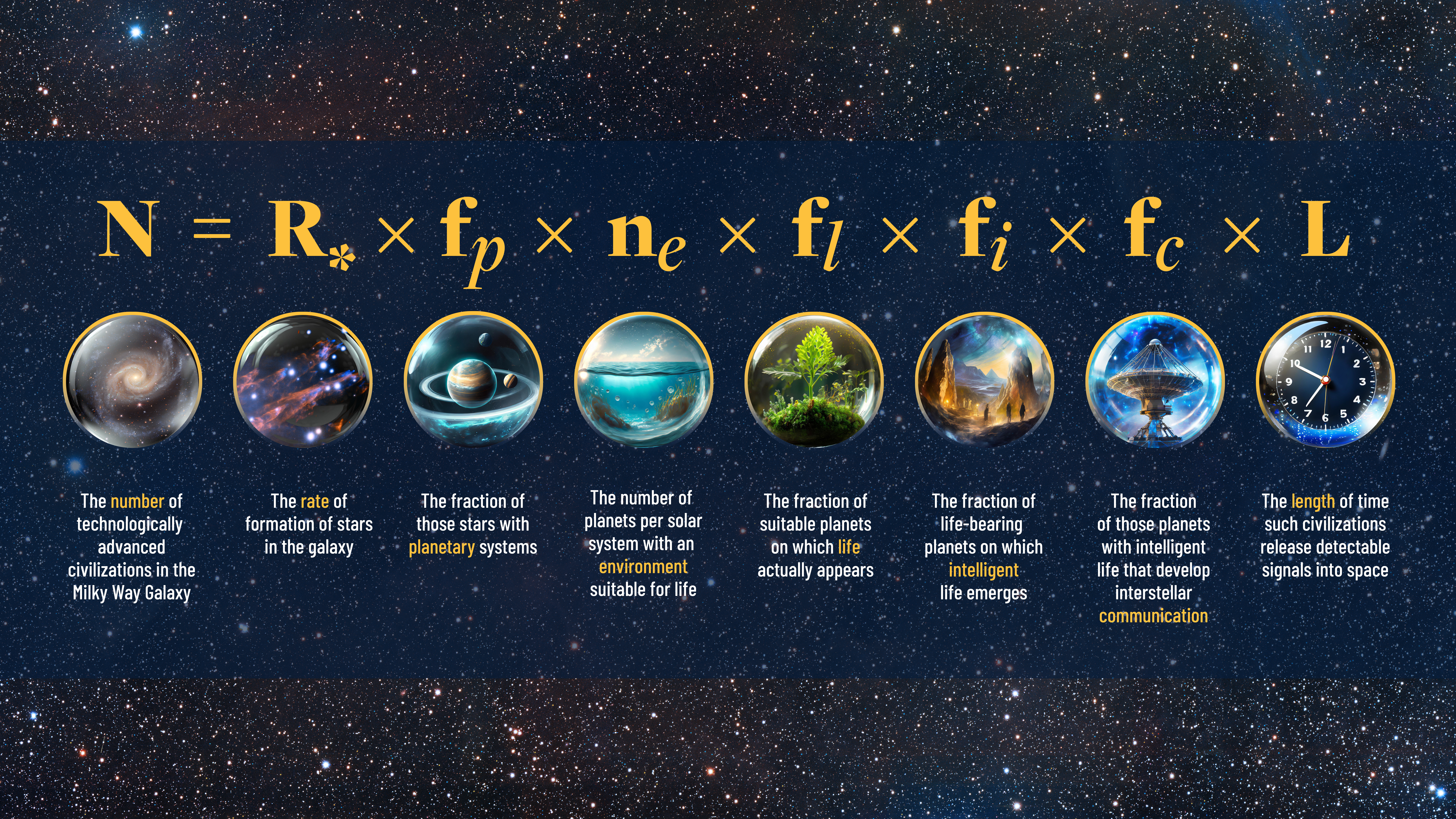
Визуализация уравнения Дрейка

## Исторические оценки параметров
Существует множество мнений по большинству параметров, приведём числа, использованные Дрейком в 1961 году:
R = 1/год (в год образуется одна звезда);
fp = 0,5 (половина звёзд имеет планеты);
ne = 2 (в среднем две планеты в системе пригодны для жизни);
fl = 1 (если жизнь возможна, она обязательно возникнет);
fi = 0,01 (1 % вероятности, что жизнь разовьётся до разумной);
fc = 0,01 (1 % цивилизаций может и хочет установить контакт);
L = 10 000 лет (технически развитая цивилизация существует 10 000 лет, по данным Земли).
Уравнение Дрейка даёт N = 1 × 0,5 × 2 × 1 × 0,01 × 0,01 × 10 000 = 1.
Величина R определяется из астрономических измерений и является наименее обсуждаемой величиной; fp менее определённая, но также не вызывает значительных дискуссий. Надёжность ne была довольно высокой, но после открытия многочисленных газовых гигантов на орбитах малого радиуса, непригодных для жизни, возникли сомнения. Кроме того, многие звёзды в нашей галактике — красные карлики, излучающие жёсткое рентгеновское излучение, способное, по результатам моделирования, даже разрушать атмосферу. Также не исследована возможность существования жизни на спутниках планет-гигантов, наподобие юпитерианской Европы или сатурнианского Титана.
Геологические свидетельства позволяют предположить, что fl может быть весьма велико: жизнь на Земле возникла приблизительно тогда же, когда сформировались подходящие условия для этого. Однако эти свидетельства основаны на материале лишь одной планеты и подвержены антропному принципу. Также отмечается, что жизнь на Земле возникла из одного источника (последний универсальный общий предок), что увеличивает элемент случайности.
Ключевым фактором, определяющим fl, может стать обнаружение жизни на Марсе, другой планете или спутнике. Обнаружение на Марсе жизни, развившейся независимо от земной, может значительно поднять оценки fl. Тем не менее, это не снимет проблему малой выборки или зависимости результатов.
Также подобные аргументы выдвигаются применительно к fi и fc при рассмотрении Земли как модели: разум, владеющий межпланетной связью, по общепринятой версии возник единственный раз за 4 миллиарда лет существования жизни. Это может лишь означать, что достаточно старая жизнь может развиться до требуемого уровня. Также отмечается, что возможности для межпланетной связи существуют менее 60 лет из многотысячелетнего существования человечества.
fi, fc и L, как и fl, основаны исключительно на предположениях. Оценки fi сформированы под влиянием открытия положения Солнечной системы в Галактике, благоприятного с точки зрения удалённости от мест частых вспышек Новых. Также рассматривается влияние массивного спутника на стабилизацию вращения Земли. Кембрийский взрыв также позволяет предположить, что развитие жизни зависит от неких специфических условий, которые возникают редко. Ряд теорий утверждает, что жизнь весьма хрупка и разнообразные катаклизмы с большой вероятностью могут полностью погубить её. Одним из вероятных результатов поисков жизни на Марсе также называют открытие возникшей, но погибшей жизни.
Карл Саган утверждал, что все параметры, кроме L, достаточно высоки, и вероятность обнаружить разумную жизнь определяется в основном способностью цивилизации избежать самоуничтожения при наличии всех возможностей для этого. Саган использовал уравнение Дрейка как аргумент в пользу необходимости заботы об экологии и снижения риска возникновения ядерных войн.
В зависимости от сделанных предположений N часто получается значительно больше 1. Именно такие оценки и послужили мотивацией для движения SETI.
Другие предположения дают для N величины очень близкие к нулю, однако эти результаты часто сталкиваются с вариантом антропного принципа: неважно, насколько мала вероятность возникновения разумной жизни, такая жизнь должна существовать, в противном случае никто не мог бы поставить такой вопрос.
Некоторые результаты для различных предположений:
R = 10/год, fp = 0,5, ne = 2, fl = 1, fi = 0,01, fc = 0,01, и L = 50 000 лет.
N = 10 × 0,5 × 2 × 1 × 0,01 × 0,01 × 50 000 = 50 (в любой момент времени существует около 50 цивилизаций, способных к контакту).
Пессимистические оценки, однако, утверждают, что жизнь редко развивается до разумной, а развитые цивилизации долго не живут:
R = 10/год, fp = 0,5, ne = 0,005, fl = 1, fi = 0,001, fc = 0,01, и L = 500 лет.
N = 10 × 0,5 × 0,005 × 1 × 0,001 × 0,01 × 500 = 0,000 125 (мы, скорее всего, одиноки).
Оптимистические оценки утверждают, что 10 % могут и хотят установить контакт и при этом существуют до 100 000 лет:
R = 20/год, fp = 0,1, ne = 0,5, fl = 1, fi = 0,5, fc = 0,1, и L = 100 000 лет.
N = 20 × 0,1 × 0,5 × 1 × 0,5 × 0,1 × 100 000 = 5000 (мы, скорее всего, установим контакт).

## Современные оценки
В этой секции приводятся наиболее достоверные на сегодняшний день значения параметров.
R = скорость возникновения звёзд.
Оценена Дрейком как 10/год. Последние результаты НАСА и Европейского космического агентства дают величину 7 в год.
fp = доля звёзд с планетарными системами.
Оценена Дрейком как 0,5. Согласно последним исследованиям, как минимум 30 % звёзд солнечного типа имеют планеты[уточнить], а, учитывая то, что обнаруживаются только крупные планеты, эту оценку можно считать заниженной. Инфракрасные исследования пылевых дисков вокруг молодых звёзд предполагают, что 20—60 % звёзд солнечного типа могут сформировать планеты, подобные Земле.
ne = среднее число пригодных планет или спутников в одной системе.
Оценка Дрейка — 2. Марси отмечает, что большинство обнаруженных планет имеет сильно эксцентричные орбиты либо проходит слишком близко к звезде. Известны, однако, системы, имеющие звезду солнечного типа и планеты с благоприятными орбитами (HD 70642, HD 154345 или Глизе 849). Вероятно наличие у них планет земного типа в пригодной для жизни области, не обнаруженных вследствие малого размера. Также утверждается, что для возникновения жизни не требуется солнцеподобной звезды или планеты, похожей на Землю — Глизе 581 d также может быть обитаема. На конец июня 2023 известно 5413 экзопланет, из которых 63 потенциально обитаемы, что пока даёт лишь {\displaystyle n_{e}>0{,}012}.
Даже для планеты в обитаемой зоне возникновение жизни может быть невозможно из-за отсутствия некоторых химических элементов. Кроме того, существует гипотеза уникальной Земли, утверждающая, что сочетание всех необходимых факторов крайне маловероятно, и, возможно, Земля уникальна в этом плане. Тогда ne считается крайне малой величиной.
fl = вероятность возникновения жизни в подходящих условиях.
Оценена Дрейком как 1. В 2002 году Чарльз Лайнвивер и Тамара Дэвис оценили fl как >0,13 для планет с более чем миллиардом лет истории на основе Земной статистики. Лайнвивер также определил, что около 10 % звёзд в галактике пригодны для жизни с точки зрения наличия тяжёлых элементов, удаления от сверхновых и достаточно стабильных по строению.
fi = вероятность развития до появления разума.
Оценена Дрейком как 0,01 без каких-либо обоснований. Однако в биологии существует нормативный способ рассуждения о вероятности какого-либо эволюционного события. Для этого считается количество «параллелизмов», сколько раз событие случалось на примере эволюции организмов на Земле, а затем делится на количество всех ветвей родословной, исходивших из того же корня. По оценке систематиков, на Земле за всё время её существования жило порядка 8,7 млн видов организмов, из которых только у одного возник «человеческий» разум с речью, сложным социумом, культурой и технологией. По данным антропологов, ближайшие к нему разумы с какой-то речью и какими-то технологиями имелись чуть большее число раз: к ним можно отнести неандертальцев, и денисовцев, это даёт примерно 3 биологических вида, то есть fi = от 0,0000001 до 0,0000003.
fc = доля цивилизаций, имеющих возможность и желание установить контакт.
Оценена Дрейком как 0,01.
L = ожидаемая продолжительность жизни цивилизации, в течение которой она производит попытки установить контакт.
Оценка Дрейка — 10 000 лет.
В статье в Scientific American Майкл Шеммер оценил L в 420 лет, основываясь на примере шестидесяти исторических цивилизаций. Используя статистику по «современным» цивилизациям, он получил 304 года. Тем не менее, падение цивилизаций, как правило, не сопровождалось полной потерей технологий, что не позволят рассматривать их как отдельные в смысле уравнения Дрейка. При этом отсутствие способов межзвёздной связи позволяет также объявить этот период нулевым.
Величина L может быть отсчитана от даты создания радиоастрономии в 1938 году до сегодняшнего дня. В 2019 году, таким образом, L — не меньше 81 лет. Такая оценка, однако, бессмысленна — 70 лет — это минимум, при отсутствии каких-либо догадок о максимуме. 10 000 лет по-прежнему остаются наиболее популярной величиной.
Итого:
R = 7/год, fp = 0,5, ne = 0,012, fl = 0,13, fi = 0,01, fc = 0,01, и L = 10 000 лет.
Получаем:
N = 7 × 0,5 × 0,012 × 0,13 × 0,0000003 × 0,01 × 10 000 = 0,0000001638, и существование контактёров считается маловероятным.

## Критика
Поскольку на сегодня известна только одна планета, на которой существует разумная жизнь, большинство параметров в уравнении Дрейка определяется на основе предположений. Однако наличие жизни на Земле делает гипотезу о существовании внеземной жизни как минимум возможной, если не вероятной. В 2003 году писатель-фантаст Майкл Крайтон на лекции в Калтехе заявил: «Выражаясь точно, уравнение Дрейка абсолютно бессмысленно и не имеет ничего общего с наукой. Я придерживаюсь точки зрения, что наука может создавать только проверяемые гипотезы. Уравнение Дрейка не может быть проверено, и поэтому я не могу отнести SETI к науке. SETI подобен религии, его нельзя опровергнуть».
Также отметим, что эксперименты SETI направлены не на поиск жизни во всей Галактике, а на более узкие, нестатистические цели — например, «Существует ли в пределах 50 световых лет от Солнца цивилизация, использующая для связи определённый участок радиодиапазона».
Один из ответов на критику уравнения Дрейка заключается в том, что, даже не давая точных чисел, уравнение, тем не менее, спровоцировало серьёзные обсуждения астрофизики, биологии, геологии и позволило выделить значительные суммы на развитие астрономии, сфокусировав внимание на практических аспектах поисков.
В 2005 году Александр Зайцев в статье «Уравнение Дрейка с METI-коэффициентом» предположил, что для установления контакта, помимо высокого научно-технического уровня, цивилизация также должна обладать и соответствующим поведением, и сформулировал дополнение к Антропному принципу участия. Человечество в состоянии передавать радиосигналы, которые можно было бы уловить с ближайших звёзд, но при этом не производит регулярных целенаправленных попыток передачи своих сообщений. А. Л. Зайцев предложил ввести METI-коэффициент, определяющий долю цивилизаций, которые не только достигли соответствующего технологического уровня для передачи радиопосланий, но и регулярно и целенаправленно посылающих сигналы.
Критике также подвергается оценка вероятности зарождения жизни с точки зрения землянина. Эволюция жизни на других планетах могла пойти в ином русле уже на самом раннем этапе (естественного отбора химических реакций) ещё до зарождения собственно жизни в её классическом определении. Трудность оценки фактора заключается в том, что большинству землян трудно даже вообразить жизнь, кардинально отличающуюся от земной.
Отмечается, что уравнение Дрейка не учитывает изменение со временем входящих в уравнение параметров. Динамические обобщения уравнения предлагались Дж. Крейфелдтом, Л. М. Гиндилисом и А. Д. Пановым. Динамические обобщения переходят в классическое уравнение Дрейка при следующих предположениях:
- скорость образования звёзд не зависит от времени;
- звёзды имеют бесконечное время жизни;
- время формирования цивилизации пренебрежимо мало в сравнении с возрастом Галактики.

Эти предположения достаточно грубы и могут существенно влиять на результат уравнения.